# Мидвеј (округ Адамс, Пенсилванија)
Мидвеј (енгл. Midway, Adams County) насељено је место без административног статуса у америчкој савезној држави Пенсилванија.

## Демографија
По попису из 2010. године број становника је 2.125, што је 198 (-8,5%) становника мање него 2000. године.
| Група             | 2000.         | 2010.         |
| Белци             | 2.233 (96,1%) | 2.022 (95,2%) |
| Афроамериканци    | 15 (0,6%)     | 6 (0,3%)      |
| Азијати           | 3 (0,1%)      | 4 (0,2%)      |
| Хиспаноамериканци | 60 (2,6%)     | 71 (3,3%)     |
| Укупно            | 2.323         | 2.125         |